# Fidèle de La Tour-Châtillon de Zurlauben
Pour les articles homonymes, voir Zurlauben.
Fidèle de la Tour-Châtillon de Zurlauben, dernier fils de Béat Jacques Ier de la Tour-Châtillon de Zurlauben, ayant servi en France, revint à Zug, où il occupa les premières places de l'administration. Il mourut à Lucerne le 26 février 1731.

## Sources
- « Fidèle de La Tour-Châtillon de Zurlauben », dans Louis-Gabriel Michaud, Biographie universelle ancienne et moderne : histoire par ordre alphabétique de la vie publique et privée de tous les hommes avec la collaboration de plus de 300 savants et littérateurs français ou étrangers, 2e édition, 1843-1865 [détail de l’édition]
- Notices d'autorité :   - VIAF
  - GND
- Dictionnaire historique de la Suisse